# Letepsammia fissilis
Letepsammia fissilis är en korallart som beskrevs av Stephen D. Cairns 1995. Letepsammia fissilis ingår i släktet Letepsammia och familjen Micrabaciidae. Inga underarter finns listade i Catalogue of Life.